# The League of Extraordinary Gentlemen (film)

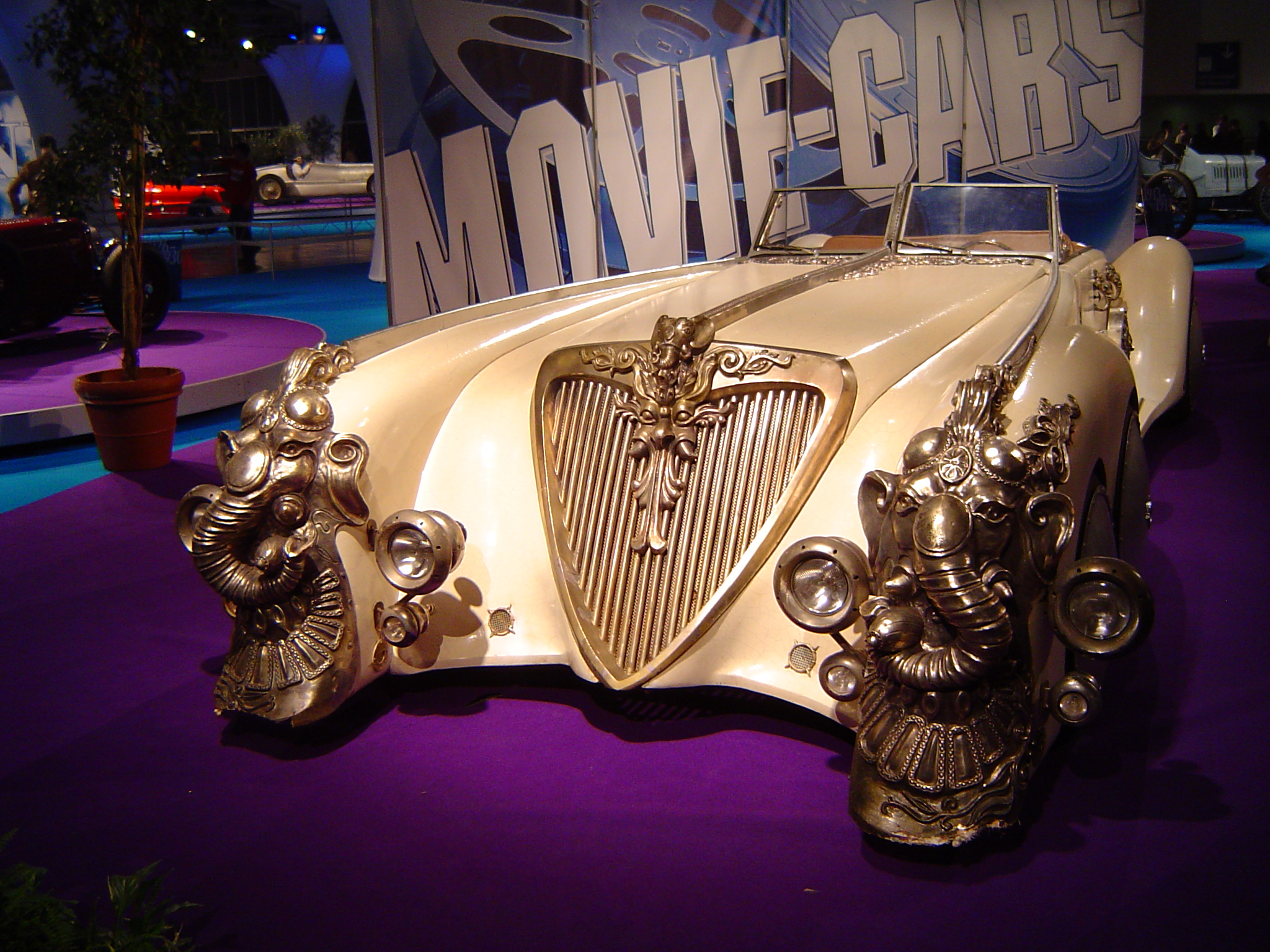
Auto uit The League of Extraordinary Gentlemen, hier tentoongesteld tijdens de Motorshow Essen 2004

The League of Extraordinary Gentlemen (LXG) (Het Genootschap van Buitengewone Heren) is een Amerikaanse film uit 2003. De film is een verfilming van de gelijknamige stripreeks van Alan Moore en Kevin O'Neill, uitgegeven door WildStorm/DC Comics. Hoofdrollen werden vertolkt door Sean Connery, Naseeruddin Shah en Peta Wilson. Het was de laatste film waar Sean Connery in meespeelde. Zijn teleurstelling over de productie van de film en de gang van zaken in Hollywood leidde ertoe dat hij besloot om met pensioen te gaan.

## Verhaal
Het verhaal speelt zich af in het Europa van 1899. Wanneer een onbekende man, het fantoom genaamd, probeert een wapenwedloop te ontketenen door verschillende Europese landen tegen elkaar op te stoken, dreigt een grote oorlog uit te breken. Om een wereldoorlog te voorkomen, laat het Britse vorstenhuis een team samenstellen bestaand uit zeven personen met bijzondere gaven. “M”, een afgevaardigde van het vorstenhuis, kiest de volgende personen:
- Allan Quatermain; Brits jager en avonturier.
- Kapitein Nemo; Indiaas wetenschapper en kapitein van technologisch geavanceerde duikboot genaamd de Nautilus.
- Wilhelmina Harker; een slachtoffer van Graaf Dracula die door haar ontmoeting met hem over vampierachtige krachten beschikt.
- Dorian Gray; een man die dankzij een magisch schilderij van zichzelf onsterfelijk is.
- Rodney Skinner; de onzichtbare man. Hij heeft de onzichtbaarheidsformule gestolen van de originele onzichtbare man, Griffin.
- Dr. Jekyll een Brits wetenschapper die dankzij een drankje kan veranderen in de monsterlijke en supersterke Mr. Hyde.

Op het laatste moment voegt ook nog Tom Sawyer, een jonge Amerikaanse agent, zich bij de groep, hoewel hij niet door M is uitgekozen.
De groep zet eerst koers naar Venetië, waar een spoedconferentie plaatsvindt tussen verschillende Europese leiders in de hoop een oorlog te voorkomen. Het fantoom heeft oude bouwtekeningen van Venetië gestolen en men vermoedt dat hij deze zal gebruiken om met een bom de stad te laten zinken. Op weg naar Venetië ontdekt het team dat er zich een verrader onder hen bevindt. Ze denken meteen dat dit Skinner is daar hij bekendstaat als een onbetrouwbaar iemand.
In Venetië blijkt het fantoom inderdaad een aanslag te hebben gepland. De League kan voorkomen dat Venetië wordt vernietigd. Quartermain confronteert het fantoom, en ontdekt dat deze fantoom in werkelijkheid hun opdrachtgever, M, is. Terug op de Nautilus wordt ook duidelijk dat niet Skinner, maar Dorian Gray de verrader binnen het team is. Hij werkt in het geheim samen met “M”. Via een grammofoonplaat die hij heeft achtergelaten in de Nautilus maakt M zijn plannen duidelijk. Hij heeft de League niet bijeen geroepen om de wereld te redden, maar om van ieder van de leden iets te bemachtigen dat hij graag wil: Nemo’s technologie, Mina’s vampierbloed, Hyde’s drankje en Skinner’s onzichtbaarheidsformule. Nu hij die dingen heeft, kan hij een superleger bouwen en de wereldoorlog ontketenen. Tevens heeft M aan boord van de Nautilus bommen geplaatst, die afgaan zodra de plaat is afgelopen. Even dreigt de Nautilus te zinken, maar Hyde slaagt erin de afsluiters te openen zodat het binnengestroomde water wegloopt en de duikboot naar de oppervlakte kan varen.
Dankzij Skinner, die in het geheim met Dorian mee is gegaan, ontdekt de League de schuilplaats van M. Ze dringen er binnen, en een gevecht breekt los. Mina confronteert Dorian, en doodt hem door hem zijn betoverde schilderij te laten zien zodat de magie wordt verbroken. Nemo en zijn mannen bevrijden de wetenschappers die door M waren gevangen om voor hem te werken. Quatermain en Tom Sawyer confronteren M, en ontdekken dat hij niemand minder is dan de dood gewaande Professor James Moriarty (aartsvijand van Sherlock Holmes). In de confrontatie raakt Quatermain dodelijk gewond, maar Tom kan M neerschieten voordat deze zijn duikboot bereikt. M is verslagen en de wereld gered.
De League gaat naar Afrika om Quatermain te begraven. De groep herinnert zich hoe Quatermain ooit van een Afrikaanse medicijnman te horen had gekregen dat Afrika hem niet zou laten sterven. Nauwelijks is de groep vertrokken, of de bliksem treft Quatermain’s graf en het scherm wordt zwart.

## Rolverdeling
| Acteur           | Personage                          |
| ---------------- | ---------------------------------- |
| Sean Connery     | Allan Quatermain                   |
| Shane West       | Tom Sawyer                         |
| Naseeruddin Shah | Captain Nemo                       |
| Peta Wilson      | Mina Harker                        |
| Tony Curran      | Rodney Skinner                     |
| Jason Flemyng    | Dr. Henry Jekyll / Mr. Edward Hyde |
| Stuart Townsend  | Dorian Gray                        |
| Richard Roxburgh | M / Professor James Moriarty       |
| Max Ryan         | Dante                              |

## Achtergrond
De film bevat een uniek verhaal, dat niet gebaseerd is op een van de strips van “The League of Extraordinary Gentlemen”.
Rodney Skinner is niet het originele personage uit H.G. Well’s verhaal, maar een nieuw personage bedacht voor de film. Dit werd gedaan vanwege problemen met het copyright op het originele personage.
De film werd niet al te positief ontvangen. Op Rotten Tomatoes scoorde hij een 17%. De film bracht wereldwijd $112.800.000 op, wat wel genoeg was om het budget van $78.000.000 terug te verdienen. Alan Moore, de auteur van de stripreeks, was ook niet tevreden met de verfilming.
Larry Cohen en Martin Poll spanden na uitkomst van de film een rechtszaak aan tegen 20th Century Fox daar Fox het scenario voor de film zou hebben gestolen van hun verhaal. Cohen en Poll zouden dit script tussen 1993 en 1996 meerdere malen aan hebben geboden bij Fox, maar steeds zijn afgewezen. De zaak werd uiteindelijk buiten de rechtszaal om opgelost.

## Prijzen en nominaties
2003
- De Cinescape Genre Face of the Future Award

2004
- De Cinescape Genre Face of the Future Award
- Drie Saturn Awards:
  - Beste kostuums
  - Beste fantasyfilm
  - Beste vrouwelijke bijrol (Peta Wilson)
- De VES Award voor Outstanding Compositing in a Motion Picture